# San Antonio el Paso
San Antonio el Paso es una localidad de México, localizada en el municipio de Omitlán de Juárez en el estado de Hidalgo.

## Geografía
Se encuentra en la región geográfica de la Comarca Minera; a la localidad le corresponden las coordenadas geográficas 20° 08’ 51.499” de latitud norte y 98° 36’ 58.553” de longitud oeste, con una altitud de 2607 m s. n. m. Cuenta con un clima templado subhúmedo con lluvias en verano, más húmedo.
En cuanto a fisiografía se encuentra en la provincia del Eje Neovolcánico, dentro de la subprovincia del Llanuras y Sierras de Querétaro e Hidalgo; su terreno es de sierra. En lo que respecta a la hidrología se encuentra posicionado en la región del Pánuco, dentro de la cuenca el río Moctezuma, y en la subcuenca del río Metztitlán.

## Demografía
En 2020 registró una población de 1260 personas, lo que corresponde al 13.56 % de la población municipal. De los cuales 601 son hombres y 659 son mujeres.
| Gráfica de evolución demográfica de San Antonio el Paso entre 1900 y 2020 |
|                                                                           |
| Población registrada por los censos y conteos del INEGI.                  |